# 松田ひろむ
松田 ひろむ（まつだ ひろむ、1938年8月25日 - ）は、俳人。本名は英孝（ひでたか）。第28回現代俳句評論賞、第9回新俳句人連盟賞、第1回雑草賞受賞。古沢太穂師系「鴎座」代表、現代俳句協会参与、新俳句人連盟永年会員。

## 略歴
1938年8月25日、高知県高知市小津町に生まれる。高知市立城北中学校・高知県立高知工業高等学校機械科卒業。高校時代、秋元不死男の「氷海」に入会。高校卒業後、東京電力に入社。鶴見火力発電所、千曲川電力所、新東京火力発電所、大井火力発電所に勤務。1972年「沙羅」と合併し古沢太穂主宰となった「道標」に同人として参加。1974年藤田湘子の「鷹」に入会、のち同人となるも1979年退会。「道標」一筋となる。第5回道標賞を受賞。
- 1973年、新俳句人連盟第1回雑草賞受賞[2]。
- 1974年、「雑草」にて第2回新俳句人連盟賞佳作[3]。
- 1976年、現代俳句協会会員に推薦される[1]。
- 1977年、「十七年」にて第5回新俳句人連盟賞佳作[4]。
- 1978年、「白い訴状」にて第6回新俳句人連盟賞選外佳作[5]。
- 1979年、｢鴎俳句会」を結成。「翼」にて第7回新俳句人連盟賞佳作[6]。
- 1980年、「冬かもめ」にて第8回新俳句人連盟賞選外佳作[7]。
- 1981年、「埠頭」にて第9回新俳句人連盟賞受賞[8]。
- 2000年、古沢太穂死去後に退会し「道標」は分裂、2001年「鴎座」の創刊代表となる。現代俳句協会企画部副部長、IT部長に就任。
- 2007年、東京都区現代俳句協会顧問に就任。
- 2008年、「白い夏野―高屋正國ときどき窓秋」にて第28回現代俳句評論賞受賞[9]。
- 2009年、現代俳句協会参与、日本詩歌句協会常任理事に就任。
- 2012年4月1日より、翌3月31日まで、1日10句の荒行に挑戦し、その作品は第三書館より2017年、『一日十句』として出版された[10]。
- 2016年、新俳句人連盟永年会員となる。
- 2017年4月「道標」休刊[11]、古沢太穂の師系が「鴎座」に統一される。

## 句集・著書
- 句集
  - 『黄梅』1978年（道標発行所）
  - 『飛景-千日千句抄』（本阿弥書店） ISBN 978-4-89373-589-8
  - 『游民』（KADOKAWA） ISBN 978-4-04-652816-2
  - 『一日十句』（第三書館） ISBN 978-4-8074-1701-8
- 著書
  - 『入門詠んで楽しむ俳句16週間』（新星出版社） ISBN 978-4-405-05558-2
  - 『一番やさしい俳句再入門』（第三書館 2008年5月5日） ISBN 978-4-8074-0714-9
- 編書
  - 『新版俳句歳時記』（雄山閣 初版：2001年、2版：2003年、3版：2009年、4版：2012年、5版：2016年）ISBN 978-4-639-02406-4
  - 『ザ・俳句10万人歳時記・春』（第三書館 2008年4月25日） ISBN 978-4-8074-0820-7
  - 『ザ・俳句10万人歳時記・夏』（第三書館 2008年8月25日） ISBN 978-4-8074-0821-4
  - 『ザ・俳句10万人歳時記・秋』（第三書館 2008年11月25日） ISBN 978-4-8074-0822-1
  - 『ザ・俳句10万人歳時記・冬』（第三書館 2009年12月31日） ISBN 978-4-8074-0823-8
  - 『ザ・俳句10万人歳時記・新年』（第三書館 2012年1月1日）　ISBN 978-4-8074-0824-5
  - 『無中心 日野百草句集』（第三書館 2018年1月15日）　ISBN 978-4-8074-1800-8
  - 『定本・虚子全句』（第三書館 2018年12月20日）　ISBN 978-4807418985
- 共著
  - 『天皇制と共和制の狭間で』（第三書館 2018年3月16日）小沢信男、重信房子、山本健治、藤田真利子、天野恵一、高橋武智、鹿島正裕、他[12]　ISBN 978-4807418084

## 蒐集家として
蒐集家としても知られ、テレホンカードは元「テレカ収集協会」会長で多数の著書もある。こけしのコレクターでもあり、その数は一時1000本にもなった。東京こけし友の会会員。
- 著書（松田英孝名義）
  - 『テレホン・オレンジカード・カタログ』（徳間書店 1986年8月）ISBN 978-4194032962
  - 『テレホンカード・カタログ』（徳間書店 1987年6月）ISBN 978-4194034676
  - 『テレカ大図鑑94』（学研プラス 1994年11月）ISBN 978-4056007763
  - 『テレカ大図鑑95』（学研プラス 1995年11月1日）ISBN 978-4056011258
  - 『テレカ大図鑑96～97』（学研 1997年4月）ISBN 978-4056014938
  - 『テレホンカード鑑定ブック』（竹内書店新社 1999年7月）ISBN 978-4803500639
  - 『テレホンカード鑑定ブック 2000』（竹内書店新社 2000年9月）ISBN 978-4803503074